# 傅鑰
傅鑰（1482年—1540年），字希準，號凌川，遼東廣寧左衛人，旗籍，明朝政治人物。

## 生平
山東鄉試第□名舉人。正德六年（1511年）中式辛未科會試第二百八名，登第三甲第四十五名進士。本年八月授礼科给事中，因母唐氏去世解职归乡。十一年复除礼科给事中，十四年迁工科右给事中，随后出知南直隸太平府。嘉靖三年（1524年）五月升浙江按察司巡视海道副使，以生母孙氏之丧解职。十一年起复，授河南副使，专备信阳州兵事，不久升山西按察使，十三年十月升四川右布政使，以巡抚王都御史杖宗室子事连罪，左授河南参议，迁河南副使，十六年十月升江西左参政，升福建右布政使，又改任河南左布政使，十八年十二月升都察院右副都御史、巡抚河南地方，十九年三月卒于官，年五十九，賜祭葬。

## 家族
曾祖傅旺；祖父傅祥；父傅景。嫡母唐氏；生母孫氏。